# بی‌باک (ترانه تیلور سوئیفت)
بی باک (به انگلیسی: Fearless) ترانه‌ای از تیلور سوئیفت خواننده و ترانه‌سرای آمریکایی است.